# Низам-и Джедид
Низам-и Джедид (на арабски: النظام الجديد, An-Niẓām Al-Jadīd – нов ред) са поредица военно-административни реформи в Османската империя в края на XVIII и началото на XIX век. Целта им е едновременно да гарантират военна сигурност с успехи на бойното поле, както и да заменят еничарския корпус като носител на превратаджийски и метежнически настроения след сключения Кючуккайнарджийски мирен договор и настъпилото кърджалийско време. 
Началото на Низам-и Джедид е дадено от султан Селим III. Първите стъпки в тази насока следват Яшкия мир и края на руско-турска война (1787 – 1792), с която Крим е присъединен към Русия. Султанът обвинява еничарите за османския крах срещу руската армия на Александър Суворов. 
Формално началото на новия порядък в османските въоръжени сили е сложено през 1797 г. с налагането на европейски военни тактики сред еничарите, използването на нови оръжия и обучаващи офицери от новата постреволюционна и имперска Франция на Наполеон Бонапарт. До 1806 г. тази нова османска армия достига численост 25 – 26 хиляди и е облечена във френски униформи, въоръжена е с европейски оръжия и с най-модерната артилерия организирана в корпус. Наречена е „Нова армия“ донякъде подигравателно с етимологията на произхода на еничарите. 
По време на последвалата руско-турска война (1806 – 1812), султан Селим III не се решава да изпрати новата си армия на дунавския фронт, поради страх от метеж с преврат. Такъв действително се случва, само че организиран под формата на бунт на ямаците. Последвалите събития водят до ликвидиране на низам-и джедид, а впоследствие и до ликвидиране на еничарския корпус.
След края на еничарското време остава само османската войска низам.